# Charente Marítimo
Charente Marítimo (17; en francés: Charente-Maritime pronunciado /ʃaʁɑ̃t maʁitim/ (escucharⓘ), en occitano: Charanta Maritima) es un departamento francés situado en la parte central de la costa atlántica, perteneciente, desde el 1 de enero de 2016, a la nueva región de Nueva Aquitania (antes a la región desaparecida de Poitou-Charentes). Su capital es La Rochela, y sus habitantes reciben el gentilicio francés de Charentais-Maritimes.

## Geografía
Tiene un área de 6864 km², que en términos de extensión es equivalente a la mitad de Montenegro. Limita con los departamentos de Vendée al norte, al noreste con Deux-Sèvres, al este con Charente y -brevemente- con Dordoña, al sur con Gironda y al oeste con el océano Atlántico (463 km de costa, de los cuales 230 km corresponden a islas). Su altura máxima es de 166 m s. n. m. en el bosque de Chantemerlière, y la mínima de 0 m en la costa atlántica). Algunas partes del territorio quedan libres de las aguas marinas en la bajamar, permitiendo el tránsito. 

### Hidrografía
Su mayor lago es el étang de Maigrin. Sus ríos más importantes son Charente, Boutonne, Seugne, Isle, Né, Seudre, Sèvre Niortaise. La Gironda es el gran estuario formado por los ríos Garona y Dordoña. 

### Islas
El departamento cuenta con varias islas de importancia cultural y económica.
- Isla de Oléron : 174,40 km² (la segunda más grande de la Francia metropolitana, después de Córcega), 20.009 hab, mayor elevación: 34 m. Accesible durante la marea baja por el Coureau d'Oléron (1,2 km) y por el Pertuis de Maumusson (600 m). Está conectada al continente desde el 21 de junio de 1966 por el viaducto de hormigón más largo de Europa (2862 m).
- Isla de Ré : 85,32 km² (la cuarta más grande de la Francia metropolitana), 16 499 hab, mayor elevación: 19 m. Está conectada al continente desde el 1 de julio de 1988
- Isla de Aix : 1,19 km², a 3,5 km de la costa, 186 hab, mayor elevación: 9 m. Estuvo unida al continente hasta el siglo VI; siguió siendo accesible durante la marea baja hasta el siglo XV. Constituye el municipio de menor superficie del departamento.
- Île Madame (llamada Île Citoyenne durante la Revolución francesa): 0,78 km², a 500 m de la costa, alrededor de 10 habitantes. Accesible durante la marea baja por la Passe aux Bœufs. Forma parte de la comuna de Port-des-Barques.

## Demografía
| 1801    | 1831    | 1841    | 1851    | 1856    | 1861    | 1866    |
| ------- | ------- | ------- | ------- | ------- | ------- | ------- |
| 399.162 | 445.249 | 460.245 | 469.992 | 474.828 | 481.060 | 479.529 |
| 1872    | 1876    | 1881    | 1886    | 1891    | 1896    | 1901    |
| 465.653 | 465.628 | 466.416 | 462.803 | 456.202 | 453.455 | 452.149 |
| 1906    | 1911    | 1921    | 1926    | 1931    | 1936    | 1946    |
| 453.793 | 451.044 | 418.310 | 417.789 | 415.249 | 419.021 | 416.187 |
| 1954    | 1962    | 1968    | 1975    | 1982    | 1990    | 1999    |
| 447.973 | 470.897 | 483.622 | 497.859 | 513.220 | 527.146 | 557.024 |

Las mayores ciudades del departamento son (datos del censo de 1999):
- La Rochela: 76.584 habitantes; 116.157 en la aglomeración.
- Rochefort: 25.797 habitantes; 36.000 en la aglomeración.
- Royan: 17.102 habitantes; 31.161 en la aglomeración.
- Saintes: 25.595 habitantes; 26.836 en la aglomeración.